# Literatura Latino-Americana e do Caribe em Ciências da Saúde

## O que é LILACS?
LILACS (Literatura Latino-americana e do Caribe em Ciências da Saúde), é um ecossistema de informação que compreende metodologias e tecnologias para gestão, armazenamento, curadoria e publicação de documentos técnicos e científicos e bases de dados bibliográficas especializadas em Ciências da Saúde.
LILACS é coordenada pela BIREME/OPAS/OMS e gerida e atualizada de forma descentralizada e colaborativa para sua coordenação, alimentação e manutenção
Quando falamos em LILACS estamos nos referindo à:

### Base de dados LILACS
A LILACS é o mais importante e abrangente índice da literatura científica e técnica publicada por instituições da América Latina e Caribe. Há 39 anos contribuindo para o aumento da visibilidade, acesso e qualidade da informação em saúde na América Latina e Caribe.
É uma base de dados com acesso gratuito, sem necessidade de assinatura, coordenada pela BIREME/OPAS/OMS e mantida por uma rede de coordenadores nacionais e temáticos, editores de periódicos e centros cooperantes que compõem a Rede LILACS.
Contém mais de um milhão de documentos de 30 países e cerca de 70% com link para textos completos. Os tipos de documentos avaliados e selecionados são:
- Artigos de periódicos indexdos na LILACS;
- Livros e capítulos de livros;
- Trabalho publicados em anais de congressos ou conferências;
- Relatórios técnico-científicos;
- Documentação governamental;
- Teses de doutorado ou de maior grau de todas as áreas da Ciências da Saúde;
- Dissertações de mestrado da área de Saúde Pública e Enfermagem, e;
- Outros documentos que estejam de acordo com o Guia de Seleção de Documentos para a Base de Dados LILACS.

A LILACS contém tipos de estudos como guias de prática clínica, ensaios clínicos controlados, revisões sistemáticas, metanálises, estudos observacionais, relatos de casos, estudos de avaliação econômica, estudos de avaliação de tecnologias sanitárias, e outros.

### Sistema Latino-Americano e do Caribe de Informação em Ciências da Saúde (Rede LILACS)
Redes nacionais temáticas, instituições e especialistas que atuam na área de pesquisa, publicação, gestão, curadoria da informação científica em saúde que atuam nas várias etapas do controle bibliográfico e difusão do conhecimento científico em suas áreas.
Mais de 900 instituições de 30 países da América Latina e Caribe cooperam ou já cooperaram com a base de dados LILACS.

### Metodologia LILACS
Conjunto de políticas, sistemas e fluxos de trabalho que visam criar e gerir uma base de dados bibliográfica voltada ao registro da literatura científica e técnica em saúde em um país ou área temática.
A Metodologia LILACS que compreende: 
- Guia de seleção de documentos com orientações e critérios para a seleção e avaliação de documentos para a base de dados LILACS;
- Critérios de seleção e permanencia de periódicos LILACS em âmbito regional (América Latina e Caribe) e do Brasil;
- Manual de descrição bibliográfica com a definição dos campos, orientação para preenchimento de campos e exemplos;
- Manual de indexação de documentos com definição de tipos de descritores, orientações sobre processo de indexação e regras de indexação conforme as categorias temáticas e coordenação de descritores;
- Manual de gestão de bases de dados bibliográficas com orientações sobre governança da base de dados, gestão da rede de cooperação e fluxos de cooperação;
- Manual de procedimentos do sistema FI-Admin com orientações e tutoriais de preenchimento de dados dentro do sistema;
- Filtros de busca para tipos metodológicos de estudo com a metodologia e as estrategicas de busca desenvolvidas por tipos de desenho de estudo;
- Guia de boas práticas editoriais para periódicos LILACS com orientações para editores e membros de equipes editoriais sobre processo editorial de revistas científicas em saúde;

- SeCS - Seriados em Ciências da Saúde para gestão da informação sobre os periódicos científicos, da indexação em bases de dados e controle dos títulos de revistas;
- DeCS - Descritores em Ciências da Saúde: vocabulário controlado utilizado na indexação para assegurar recuperação precisa das referências bibliográficas.
- Software FI-Admin: utilizado para a gestão de todas as fontes de informação desenvolvidas pela BIREME, Inclui os processos de descrição e indexação de documentos, além de realizar checagem de dados exigidos pela Metodologia;

- Sistema BIREME Accounts para gestão de permissões e acesso para a rede e usuários do sistema;

#### Bases de dados criadas e geridas com a Metodologia LILACS
São centenas de bases de dados bibliográficas especializadas em Ciências da Saúde e áreas correlatas criadas e geridas conforme a Metodologia LILACS e que representam a literatura em âmbito nacional, regional e global. Além da temática, também há bases de dados por tipos específicos de estudo.
Alguns exemplos:
- BDENF - Base de dados em Enfermagem
- BBO - Bibliografia Brasileira em Odontologia
- BINACIS - Bibliografía Nacional en Ciencias de la Salud Argentina
- COLNAL - Colombia-Nacional
- MOSAICO - Medicinas Tradicionales Complementarias e Integrativas
- BIGG - Base Internacional de Guias GRADE
- PIE - Políticas Informadas por Evidência
- BRISA - Base Regional de Relatórios de Avaliação de Tecnologias em Saúde das Américas

Acesse a lista completa em: https://lilacs.bvsalud.org/bases-de-dados-bibliograficas-geridas-com-metodologia-lilacs-no-sistema-fi-admin/